# Літовочний сільський округ
Літо́вочний сільський округ (каз. Летовочное ауылдық округі, рос. Летовочный сельский округ) — адміністративна одиниця у складі Тайиншинського району Північноказахстанської області Казахстану. Адміністративний центр — село Літовочне.
Населення — 1799 осіб (2021; 2591 у 2009, 4290 у 1999, 5801 у 1989).
Станом на 1989 рік існували Березовська сільська рада (села Березовка, Гірке; 161,45 км²), Краснокаменська сільська рада (села Волинськ, Краснокаменка, Маденієт, Талап; 282,33 км²) та Літовочна сільська рада (села Літовочне, Підлісне; 232,24 км²) колишнього Келлеровського району. Село Волинськ було ліквідоване 2008 року. 2013 року до складу округу увійшла територія ліквідованого Краснокаменського сільського округу (колишня Краснокаменська сільрада).

## Склад
До складу округу входять такі населені пункти:
| Населений пункт     | Старі назви | Населення, осіб (1989) | Населення, осіб (1999) | Населення, осіб (2009) | Населення, осіб (2021) |
| ------------------- | ----------- | ---------------------- | ---------------------- | ---------------------- | ---------------------- |
| Березовка, село     | -           | 40                     | 28                     | -                      | -                      |
| Волинськ, село      | -           | 163                    | 115                    | -                      | -                      |
| Гірке, село         | -           | 1019                   | 907                    | 573                    | 490                    |
| Краснокаменка, село | -           | 1119                   | 952                    | 488                    | 284                    |
| Літовочне, село     | -           | 1817                   | 1178                   | 722                    | 541                    |
| Маденієт, село      | -           | 367                    | 338                    | 218                    | 116                    |
| Підлісне, село      | -           | 947                    | 569                    | 363                    | 255                    |
| Талап, село         | -           | 329                    | 346                    | 227                    | 113                    |